# Округ Рандолф (Алабама)
Округ Рандолф (енгл. Randolph County) је округ у америчкој савезној држави Алабама. По попису из 2010. године број становника је 22.913. Седиште округа је град Ведауи.

## Демографија
Према попису становништва из 2010. у округу је живело 22.913 становника, што је 533 (2,4%) становника више него 2000. године.
| Група             | 2000.          | 2010.          |
| Белци             | 16.940 (75,7%) | 17.280 (75,4%) |
| Афроамериканци    | 4.977 (22,2%)  | 4.607 (20,1%)  |
| Азијати           | 50 (0,2%)      | 55 (0,2%)      |
| Хиспаноамериканци | 272 (1,2%)     | 649 (2,8%)     |
| Укупно            | 22.380         | 22.913         |